# Montclar-de-Comminges
Montclar-de-Comminges is een gemeente in het Franse departement Haute-Garonne (regio Occitanie) en telt 75 inwoners (2009). De plaats maakt deel uit van het arrondissement Muret.

## Geografie
De oppervlakte van Montclar-de-Comminges bedraagt 6,4 km², de bevolkingsdichtheid is dus 11,7 inwoners per km².
De onderstaande kaart toont de ligging van Montclar-de-Comminges met de belangrijkste infrastructuur en aangrenzende gemeenten.

## Demografie
Onderstaande figuur toont het verloop van het inwonertal (bron: INSEE-tellingen).